# Konrad Dietz (Politiker, 1780)
Johann Konrad Friedrich Franz Dietz, nach anderer Quelle: Georg Friedrich Franz Dietz (* 2. Januar 1780 in Wetzlar; † 24. Juli 1866 in Gießen), war ein hessischer Richter, konservativer Politiker und Abgeordneter der 2. Kammer der Landstände des Großherzogtums Hessen.

## Familie
Dietz war der Sohn des Hofrates Johann Jacob Christian Dietz und dessen Ehefrau Caroline Wilhelmine Maria, geborene Buff, der Tochter des Deutschordens-Amtmanns Heinrich Adam Buff. Dietz war evangelisch. Er heiratete am 30. August 1822 in Orleshausen Johannette Eleonore Henriette geborene Keller (1800–1873).

## Richter
Dietz studierte Rechtswissenschaften und wurde Direktor der standesherrlichen Justizkanzlei Büdingen, die 1825 aufgelöst und deren Aufgaben auf das staatliche Hofgericht Gießen übergingen. Dabei wurde Dietz als Direktor des Hofgerichts Gießen übernommen, während sein Vorgänger in diesem Amt, Franz Joseph von Arens, zu dessen Präsidenten befördert wurde. Da Arens zahlreiche weitere Ämter innehatte, ist davon auszugehen, dass das Hofgericht Gießen nun faktisch von Dietz geleitet wurde. 1848 wurde Dietz pensioniert.

## Abgeordneter
Von 1829 bis 1830 gehörte er der Zweiten Kammer der Landstände an. Er wurde für den Wahlbezirk Oberhessen 10/Lauterbach gewählt.

## Ehrungen
1822 erhielt Dietz den Titel „Geheimrat“.